# Gablenz (Saksonia)
Gablenz (górnołuż. Jabłońc) – miejscowość i gmina w Niemczech, w kraju związkowym Saksonia, w okręgu administracyjnym Drezno, w powiecie Görlitz, wchodzi w skład wspólnoty administracyjnej Mużaków.